# Nauders
Nauders (em romanche: Danuder; em italiano: Nodrio) é uma comuna no distrito de Landeck, no estado do Tirol, Áustria. Situa-se a 29 km ao sul da cidade de Landeck. Coomo está próxima às fronteiras com a Itália e a Suíça, ao fim da Segunda Guerra Mundial, numerosos oficiais nazistas passaram em fuga por Nauders, para escapar de uma eventual prisão.